# 5' cap

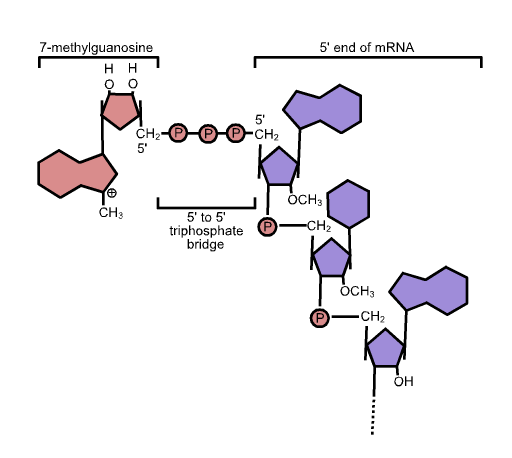
5'-cappens struktur.

5'-cappar, eller 5'-kåpor, är en form av nukleotid som appliceras under pre-mRNAprocessingen av nysyntetiserat, omoget mRNA. Själva 5'-cappen består av en guaninmolekyl bundet till mRNA-kedjans via en 5' till 5'-bindning, bestående av en trifosfatbro. Reaktionen då mRNA-kedjan förses med en 5'-cap utförs av ett enzymkomplex kallat Capping Enzyme Complex (CEC), som enbart finns i cellkärnan. Därför 5'-cappas inte mitokondriellt mRNA.
Funktionen hos 5'-cappen är att förhindra förtida nedbrytning av den annars instabila RNA-molekylen. Eftersom 5'cappen ser ut som en 3'-RNA-ände så ger detta skydd mot exonukleaser.

## Funktioner
5'-capping sker av flera orsaker:
- Reglering av mRNA-transport över cellkärnans membran.
- Skydd mot nedbrytning av exonukleaser.
- Leder till att mRNA-sekvensen translateras av ribosomer.
- Leder till att 5'-proximala introner klipps bort.